# Vivets
Vivets és una masia situada al municipi de Riner a la comarca catalana del Solsonès.